# Obština Boboševo
Obština Boboševo (bulharsky Община Бобошево) je bulharská jednotka územní samosprávy v Kjustendilské oblasti. Leží v západním Bulharsku, na úpatí pohoří Koňavska planina, částečně na západních svazích Rily a v přilehlých údolích. Správním střediskem je město Boboševo, kromě něj zahrnuje obština 11 vesnic. Žijí zde zhruba 2 tisíce stálých obyvatel.

## Sídla
- Badino
- Blažievo[p 1]
- Boboševo[p 2] (sídlo správy)
- Ciklovo
- Dobrovo
- Kamenik
- Skrino
- Slatino[p 1]
- Sopovo
- Usojka[p 1]
- Visoka Mogila
- Vukovo

## Sousední obštiny
| Růžice kompasu |           | Bobov Dol        | Dupnica | Růžice kompasu |
| Růžice kompasu | Nevestino | Sever            |         | Růžice kompasu |
| Růžice kompasu | Nevestino | Obština Boboševo |         | Růžice kompasu |
| Růžice kompasu | Nevestino | Jih              |         | Růžice kompasu |
| Růžice kompasu |           | Kočerinovo       | Rila    | Růžice kompasu |

## Obyvatelstvo
V obštině žije 2 233 stálých obyvatel a včetně přechodně hlášených obyvatel 2 544. Podle sčítáni 1. února 2011 bylo národnostní složení následující:
- Bulhaři: 2 801 (99.5 %)
- Romové: 3 (0.1 %)
- Turci: 1 (0.0 %)
- ostatní: 9 (0.3 %)